# (193158) Haechan
(193158) Haechan est un astéroïde de la ceinture principale.

## Description
(193158) Haechan est un astéroïde de la ceinture principale. Il fut découvert le 28 mai 2000 à Bohyunsan par S.-L. Kim. Il présente une orbite caractérisée par un demi-grand axe de 3,20 UA, une excentricité de 0,09 et une inclinaison de 6,7° par rapport à l'écliptique.

## Compléments